# 牛顿 (阿拉巴马州)
牛顿（英文：Newton），是美国阿拉巴马州下属的一座城市。面积约为14.25平方英里（约合36.91平方公里）。根据2010年美国人口普查，该市有人口1,511人，人口密度为106.04/平方英里（约合40.94/平方公里）。